# عين الأسود
عين الأسود  قرية سوريّة تتبع إداريّاً لمحافظة حلب منطقة أعزاز ناحية أخترين، بلغ تعداد سكانها 366 نسمة حسب التعداد السكاني لعام 2004.